# 属州会議 (ローマ帝国)
属州会議（ぞくしゅうかいぎ、ラテン語: Concilium provinciae）は、古代ローマの属州の諸都市と全居住者からの代表者による会議。代表者は年に一度属州州都で会合を開き、ローマの神（擬人化されたローマ国家）を称える儀式を行なった。儀式は毎年会議で選出されるフラマン人の僧侶により執り行われた。
儀式や宗教の会合とは別に、属州会議は地域貴族階級やエリート達の会議という機能も持っていた。そこではローマの軍団が地域の利益を代表するために組織されているのか、というような属州の問題や課題に貴族やエリート達が助言した。

## 関連文献
- Jürgen Deininger: The county councils of the Roman Empire from Augustus to the end of the third century AD Beck, Munich 1965th.